# Harri Harmaja
Harri Harmaja (ur. 24 lutego 1944 w Helsinkach) – fiński mykolog.
Harri Tapani Harmaja jest fińskim biologiem. Od 1982 r. pracował jako starszy kustosz mykologii w Muzeum Botanicznym Fińskiego Muzeum Historii Naturalnej. Przeszedł na emeryturę 1 marca 2012 r. Muzeum należy do Uniwersytetu w Helsinkach. Po powstaniu tego muzeum przez siedem pierwszych lat pełnił funkcję głównego kustosza, a jednocześnie był członkiem zarządu katalogu Muzeum Historii Naturalnej.
Zajmował się głównie mykologią. Jest autorem 192 publikacji.
W naukowych nazwach utworzonych przez niego taksonów dodawane jest jego nazwisko Harmaja.